# Eberschlager

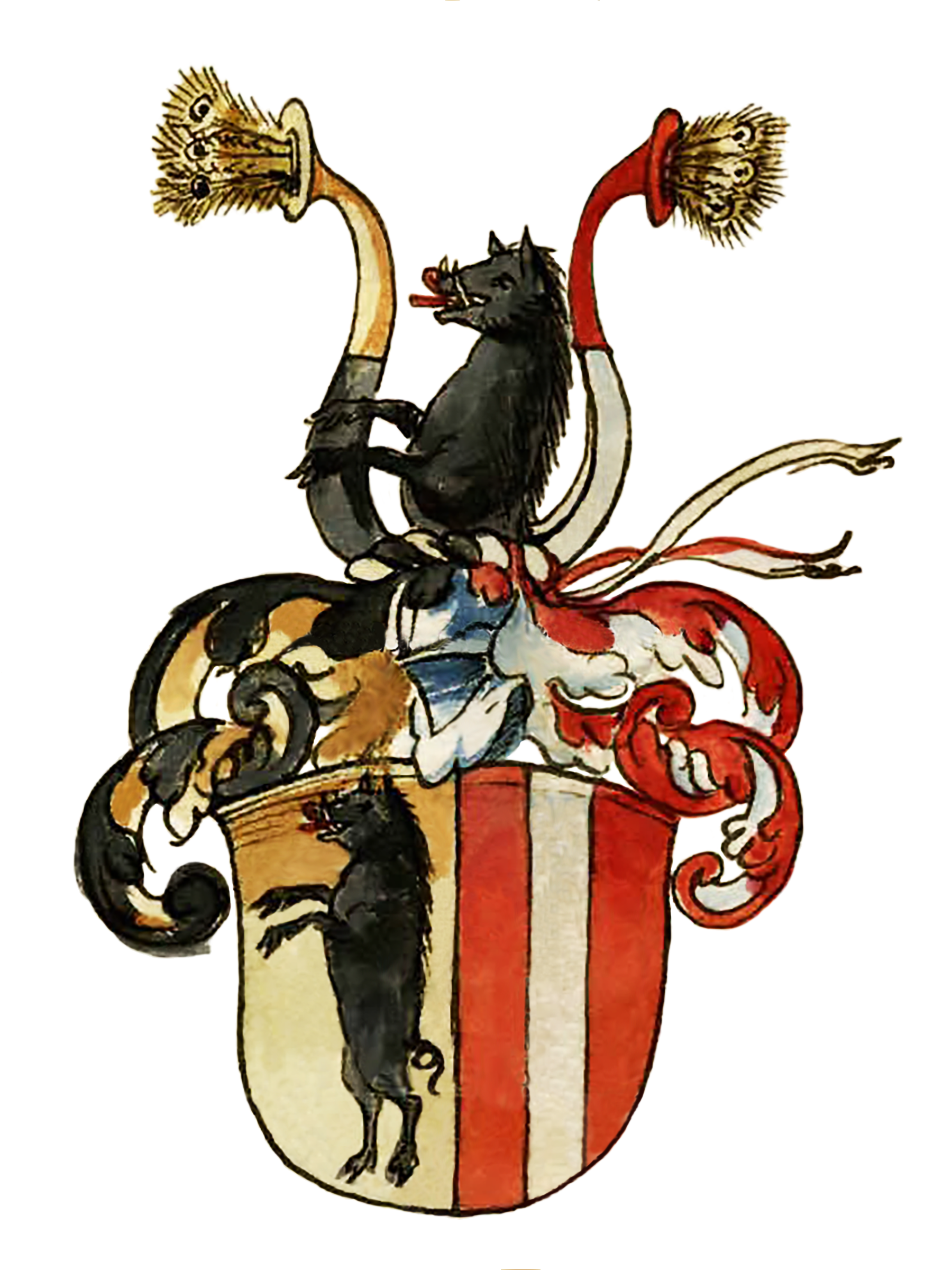
Stammwappen der Eberschlager (1571)

Eberschlager zu Koflegg und Lehenegg war der Name eines landständischen Briefadelgeschlechts aus der Gefürsteten Grafschaft Tirol, das 1844 im Mannesstamm erloschen ist.

## Geschichte
Die Familie stammte ursprünglich aus Innsbruck. Am 14. März 1571 erhielt der Bürger und Rat von Innsbruck Paul Eberschlager ein Wappenbrief mit Lehenartikel. Hans Eberschlager erscheint 1591 als Weißgerber und Pfleger, der mehrere Häuser in Innsbruck besaß. 1606 wirkte Paul Eberschlager als Kirchenpfleger von St. Nikolaus. Der Tuchhändler Georg Eberschlager erhielt 1590 das Bürgerrecht von Bozen. Der erzfürstliche Verwalter, kaiserliche Kammerdiener und Postmeister Jakob Eberschlager wurde am 8. Mai 1651 mit dem Prädikat „von Koflegg“, nach dem gleichnamigen Ansitz in Lana in den Adelsstand erhoben.
Mathias Kreuzer von Gaudenthurn († 1677) aus Bozen, letzter männliche Spross seines Geschlechts, veranlasste 1669 in Oberbozen den Bau der späteren Pfarrkirche Maria Himmelfahrt. Seine Tochter Anna von Kreuzer († 1706) heiratete den Sohn des 1651 Nobilitierten Jakob, Melchior Eberschlager (1646–1699), wodurch das Sommerfrischhaus, Kirche und Patronatsrecht in den Besitz der Eberschlager überging. Kaiser Leopold I. bestätigte am 3. Februar 1671 das von Jakob Eberschlager errichtete Familienfideikommiss. 1675 wurde die Familie landständisch. Die Nichte von Melchior, Ursula von Eberschlager heiratete den aus der Reichsstadt Augsburg stammenden Joseph von Rembold, vermutlich identisch mit dem Stadtpfleger Franz Joseph Ignaz Rembold († 1774), den letzten seines Geschlechts.
Die Kirche Maria Himmelfahrt, von Joseph von Eberschlager in den 1790er Jahren umgebaut und erweitert, wurde von den Eberschlager als Familiengrabstätte genutzt. Das Geschlecht ist mit Anton von Eberschlager († 1844) im Mannesstamm erloschen. Das Sommerfrischhaus der Eberschlager dient seither als Benefiziaten- und Schulhaus.

## Besitzungen
- Ansitz Koflegg in Lana
- Ansitz Lechenegg in Terlan
- Haus am Obstmarkt in Bozen
- Sommerfrischhaus, später Benefiziaten- und Schulhaus in Maria Himmelfahrt

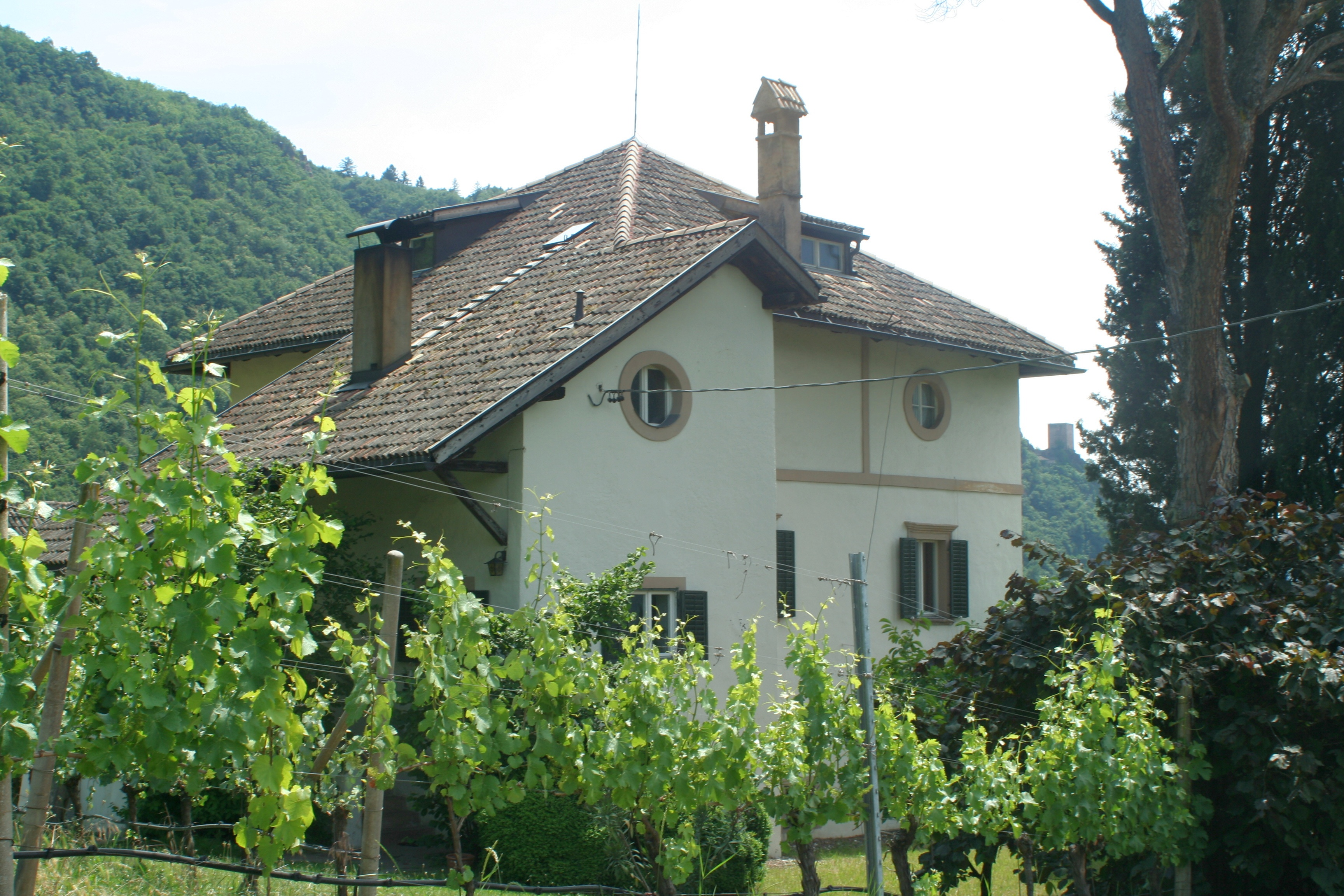
Ansitz Lehenegg
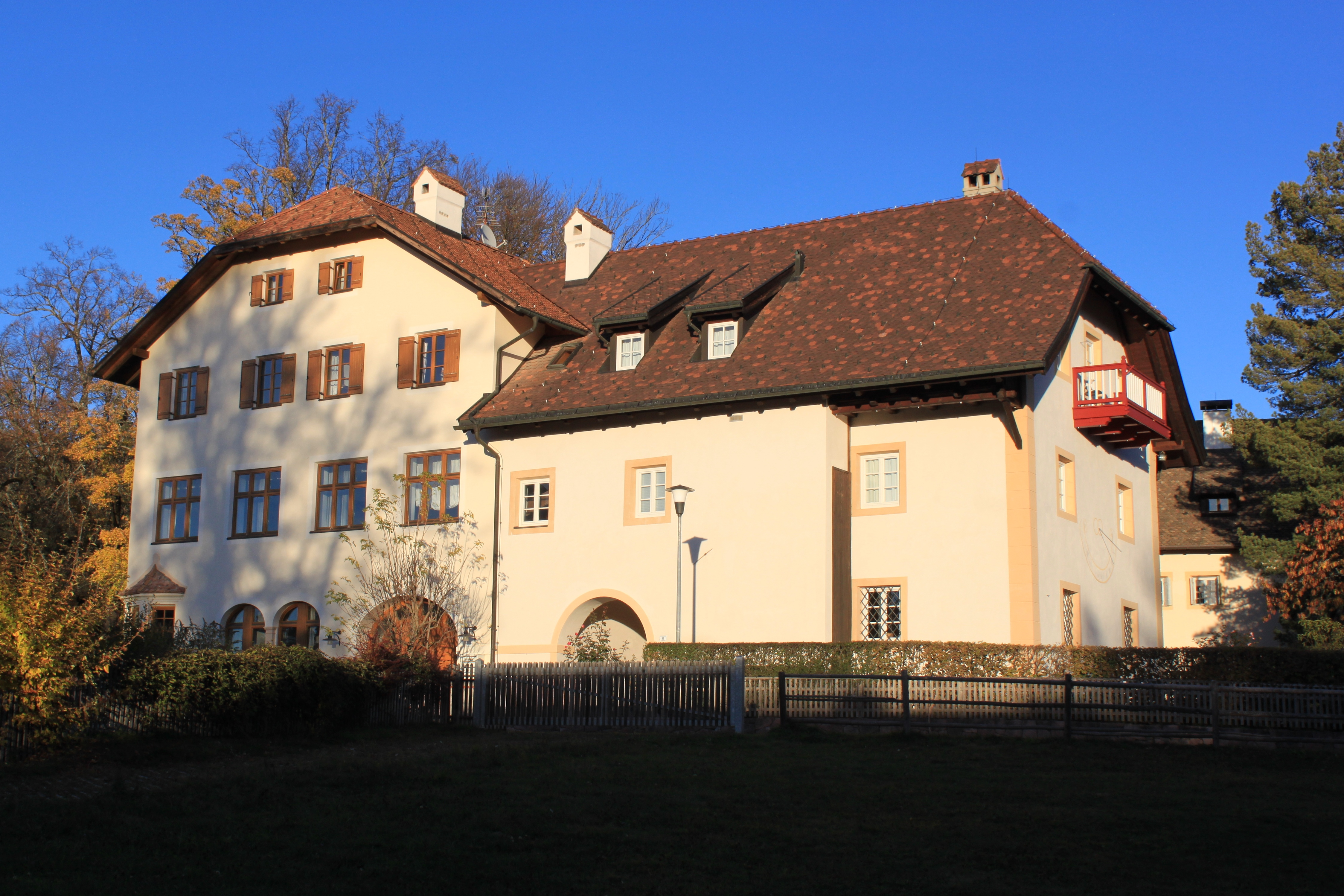
Sommerfrischhaus
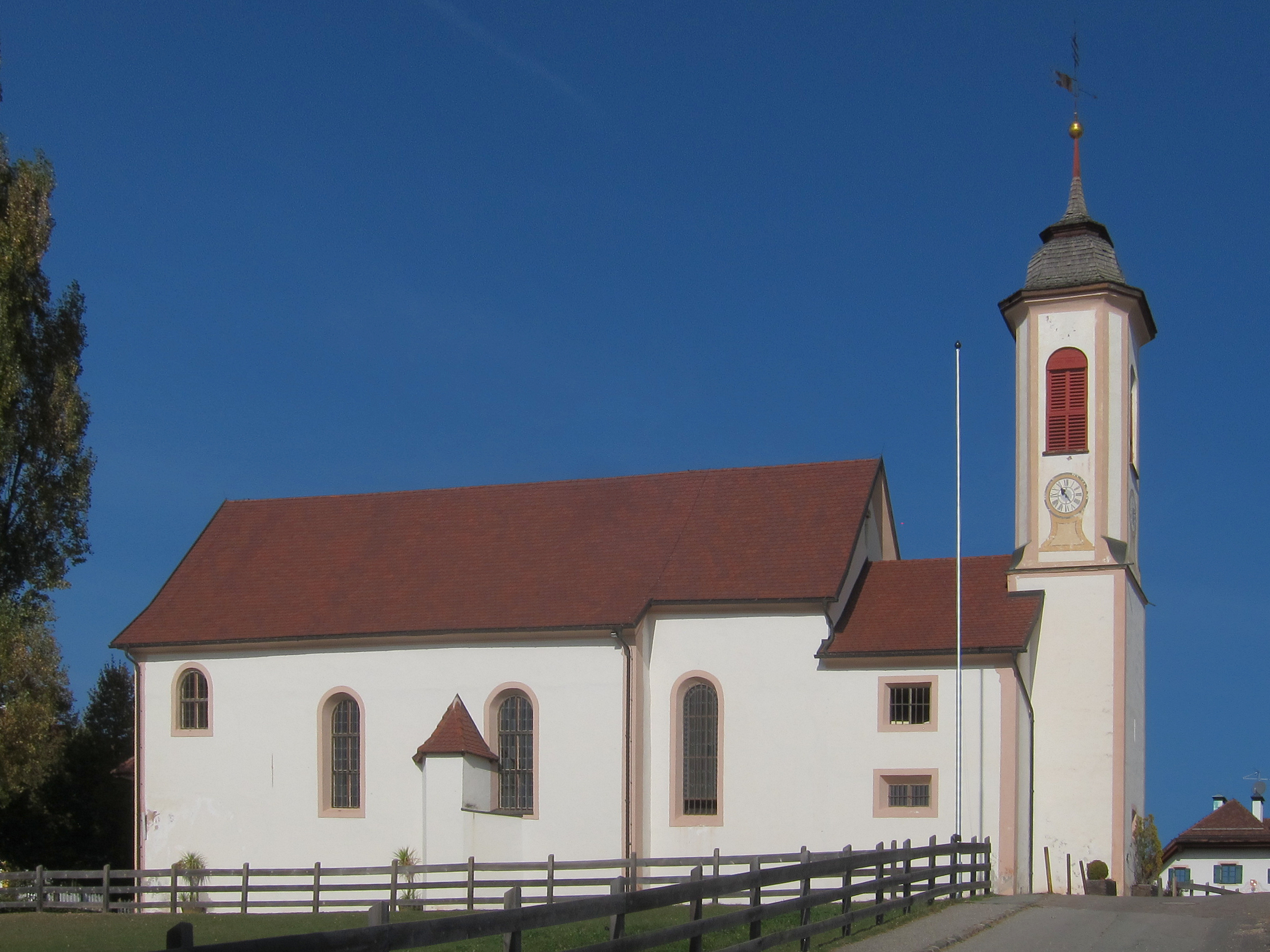
Kirche Maria Himmelfahrt

## Wappen
Blasonierung: Von Gold und Rot gespalten. Rechts ein aufrecht stehender schwarzer Eber, links ein silberner Pfahl. Auf dem schwarz-golden-rot-silbern bewulsteten Helm mit schwarz-goldenen und rot-silbernen Helmdecken zwei an den Spitzen mit goldenen Pfauenfedern besteckte Büffelhörner, rechts von Gold und Schwarz, links von Rot und Silber geteilt, dazwischen der schwarze Eber wachsend.